# Лід VII

Фазова діаграма води у вигляді логарифмічної діаграми з тиском від 1 Па до 1 ТПа і температурою від 0 К до 660 К

Лід VII — кубічна кристалічна фаза льоду. Він може утворюватися з рідкої води за тиску вище 3 ГПа (30000 атмосфер) і кімнатної температури. Також лід VII може утворитися протягом наносекунд швидким стисненням води ударними хвилями. Лід VII є метастабільним в широкому діапазоні температур і тисків і перетворюється в аморфний лід низької щільності (LDA) вище 120 К (−153 °C) .  Лід VII має потрійну точку з рідкою водою та льодом VI при 355 К і 2,216 ГПа. 
Як і в більшості фаз льоду (включаючи лід Ih), положення атомів водню є невпорядкованими. Крім того, атоми кисню невпорядковані на багатьох ділянках. Лід VII має щільність близько 1,65 г см −3 (при 2,5 ГПа і 25 °C (77 °F; 298 К).

## Поширення в природі
Лід VII може вкривати океанічне дно Європи, а також деяких екзопланет (такі як Gliese 436 b і Gliese 1214 b), які в основному складаються з води.
У 2018 році лід VII був виявлений серед включень у природних алмазах. Через це Міжнародна мінералогічна асоціація належним чином класифікувала лід VII як окремий мінерал.

## Зовнішні посилання
- Hunsberger, Maren (21 вересня 2018). A New State of Water Reveals a Hidden Ocean in Earth's Mantle. Seeker. Архів оригіналу за 12 грудня 2020. Процитовано 15 лютого 2021.
- Woo, Marcus (11 липня 2018). The Hunt for Earth's Deep Hidden Oceans. Quanta Magazine. Архів оригіналу за 26 січня 2021. Процитовано 15 лютого 2021.